# Maria de Rússia (princesa de Suècia)
Maria Pavlovna de Rússia, princesa de Suècia (Sant Petersburg 1890 - castell de Mainau al land de Baden-Württemberg 1958). Gran duquessa de Rússia neta del tsar Alexandre II de Rússia i cosina del tsar Nicolau II de Rússia.
Nascuda el 6 d'abril de 1890 a Sant Petersburg era filla del gran duc Pau de Rússia i de la princesa Alexandra de Grècia. Era per tant neta del tsar Alexandre II de Rússia i de la princesa Maria de Hessen-Darmstadt per part de pare mentre que per part de mare ho era del rei Jordi I de Grècia i de la gran duquessa Olga de Rússia.
Un any després del seu naixement, la seva mare morí en l'enorme propietat rural de la família Pavlovitx al centre de Rússia mentre donava a llum el gran duc Demetri de Rússia. La mort de la seva mare i el posterior casament morganàtic amb l'exili consegüent del seu pare feren que els seus oncles, el gran duc Sergi de Rússia i la princesa Elisabet de Hessen-Darmstadt se n'ocupessin.
Malgrat tot, la precipitada mort del seu tutor i oncle l'any 1905 a Moscou i l'entrada de novícia de la seva tia feren que els dos grans ducs es traslladessin a viure amb el tsar Nicolau II i la seva muller al Palau Imperial.
L'any 1914, Maria es casà amb el príncep Guillem de Suècia fill del rei Gustau V de Suècia i de la princesa Victòria de Baden. La parella tingué un únic fill i es divorcià l'any 1918:
- SAR el príncep Lennart de Suècia nascut el 1909 i mort el 2004. Es casà en dues ocasions, primer amb Karin Nissvandt, i després amb Sonja Anita Maria Haunz.

Després de divorciar-se de Guillem de Suècia, la gran duquessa es casà amb el príncep Sergei Mikhailovich Putjatin amb el qual tingué un únic fill que morí un any després del seu naixement.
Amb la Revolució perdé les seves propietats a Rússia i emigrà a París, on obrí un establiment de moda d'alta costura que tingué un important èxit. Maria Pavlovna esdevingué una emprenedora empresària de moda a la capital francesa.
Maria Pavlovna morí el 13 de desembre de 1958 al castell de Mainau al sud d'Alemanya, la residència del seu fill.